# Philippe Ségéral
Philippe Ségéral est un artiste et linguiste français, né le 13 mai 1954, à Brive-la-Gaillarde, en Corrèze.

## Biographie
Originaire de Brive, où il fit sa scolarité au lycée Georges-Cabanis, Philippe Ségéral travaille depuis une vingtaine d’années à Paris et en Normandie. 
Il est maître de conférences en linguistique à l'université Paris-Diderot. Il est un spécialiste de phonologie, de phonologie diachronique, de morphologie, des langues afro-asiatiques et des langues romanes. 
Il a soutenu en 1995 une thèse de doctorat intitulée « Une théorie généralisée de l'apophonie », sous la direction de Jean Lowenstamm.
À partir de 1982, il se consacre également au dessin : au crayon, à la mine de plomb, à l'encre et au fusain, parfois au pastel. Il se décrit lui-même plus volontiers comme peintre. 
Il a réalisé plusieurs livres d'artistes, notamment avec Pierre Bergounioux, qu'il a connu lorsqu'il était au lycée Georges-Cabanis de Brive avec son frère, le linguiste Gabriel Bergounioux.
Il a été exposé dans de nombreuses galeries,.
Il a obtenu le prix de dessin du Salon de Montrouge en 1983.

## Expositions
- Galerie Claude Bernard Jeunes, 1982, 1983
- Galerie Jacob, Paris, 1984, 1987, 1990, 1991, 1995
- Fondation Paribas, Paris, 1992-1994
  - Ensemble de 12 dessins de grand format autour de l’Énéide de Virgile[3] ; catalogue : Æneis, suivi de Philippe Ségéral, par Pierre Bergounioux, Fondation Paribas, 1996
- Gallery K, Washington
- Musée Girodet, Montargis, 1997
  - « Dessiner l'Enéide », exposition du 26 avril au 26 juillet 1997 ; catalogue : œuvres d'Anne-Louis Girodet, suivi de Le Miroir mental, texte de Bernard Noël
- Musée d'art et d'archéologie d'Aurillac
- Espace d'art contemporain de Saint-Quentin
- Espace d'art contemporain de Saint-Yrieix
- Galerie Sabine Puget, Paris, 1997, 2000, 2002, Fox-Amphoux, 2006, 2008 (catalogue[8])
- Galerie Patrick Varnier, Paris 2003, 2006
- Galerie Marc Larrère, Paris, 2005, 2009
- Galerie Lucien Schweitzer, Luxembourg, 2007
- Galerie Fred Lanzenberg, Bruxelles, 2004
- Galerie Mendès, Paris, 2009
- Centre culturel Les Dominicaines, Pont-l'Évêque, 2009
- Galerie René-François Teissèdre, Paris, 2010
  - « Paysages et Mythologies »
- Centre culturel de l'Arsenal, Maubeuge, 2011
  - « Dessins 1982-2009 », rétrospective, du 2 au 17 avril 2011, avec Roland Plumart ; catalogue, préface de Pascal Riou, éditions Malbodium Museum, 2011
- Chapelle Saint-Libéral de Brive-la-Gaillarde, 2017 (catalogue[9])
- Galerie Felli, Paris
  - Janvier-février 2010 (catalogue)
  - « Lever les yeux », février-mars 2022 (catalogue[3])

## Publications

### Travaux universitaires
- Remarques sur la gémination dans le système verbal du mehri (sudarabique moderne), avec Sabrina Bendjaballah, édité par Ali Tifrit, Presses universitaires de Rennes, 21 pages
- The Phonology of Idle Glottis consonants in the Mehri of Oman (Modern South Arabian), avec Sabrina Bendjaballah, Journal of Semitic Studies, 33 pages
- La Racine consonantique : évidence dans deux langages secrets en berbère tachelhit, avec Mohamed Lahrouchi, Recherches Linguistiques de Vincennes, 2011
- Peripheral vowels in Tashlhiyt Berber are phonologically long : Evidence from Tagnawt, a secret language used by women, avec Mohamed Lahrouchi, Brill's Annual of Afroasiatic Languages and Linguistics, 2010
- Morphologie gabaritique et apophonie dans un langage secret féminin (taqjmit) en berbère tachelhit, avec Mohamed Lahrouchi, Revue canadienne de linguistique, Canadian Journal of Linguistics, 2009
- Lenition and Fortition, avec Joaquim Brandão de Carvalho et Tobias Scheer, Berlin, New York, Mouton de Gruyter, 2008
- « Le statut syllabique multiple des séquences muta cum liquida : l'exemple du gallo-roman », avec Tobias Scheer, in Etudes sur le changement linguistique en français, édité par Bernard Combettes, Christiane Marchello-Nizia et Sophie Prévost, Nancy, Presses universitaires de Nancy, 2007
- « What lenition and fortition tells us about Gallo-Romance Muta cum Liquida », avec Tobias Scheer, in: Romance Languages and Linguistic Theory, édité par Twan Geerts, Haike Jacobs et Ivo van Ginneken, Amsterdam, John Benjamins, 2005
- On phonological processes in the 3rd conjugation of Somali, avec Xavier Barillot, Folia Orientalia, 2005
- Une théorie généralisée de l'apophonie, thèse de doctorat sous la direction de Jean Lowenstamm, 1995

### Illustration de livres
- Le Fleuve des âges de Pierre Bergounioux, Fata Morgana, 2004[10]
- L'Art du bref : récit de Richard Millet, Gallimard, coll. « Le cabinet des lettrés », 2006  (ISBN 2-07-078136-4)[11]
- Chasseur à la manque de Pierre Bergounioux, Gallimard, le Promeneur, coll. « Le cabinet des lettrés », 2010  (ISBN 978-2-07-012918-8)[12]
- Univers préférables de Pierre Bergounioux, Fata Morgana, 2012  (ISBN 978-2-85194-839-7)[13]

### Catalogues d'exposition
- Le Monde toujours, dessins 1982-1999, Aurillac, musée d'art et d'archéologie, 1999  (ISBN 2-905065-15-X)[14]
- L'Art devant soi. 12 années de rencontres autour d'une galerie, 1996-2008, catalogue de Sabine Puget et Philippe Ségéral, Phox-Amphoux, château Barras, 2008[8]
- Catalogue de l'exposition à la chapelle Saint-Libéral de Brive-la-Gaillarde, musée Labenche, 2017  (ISBN 978-2-9551239-4-2)[9]